# 존 클랩

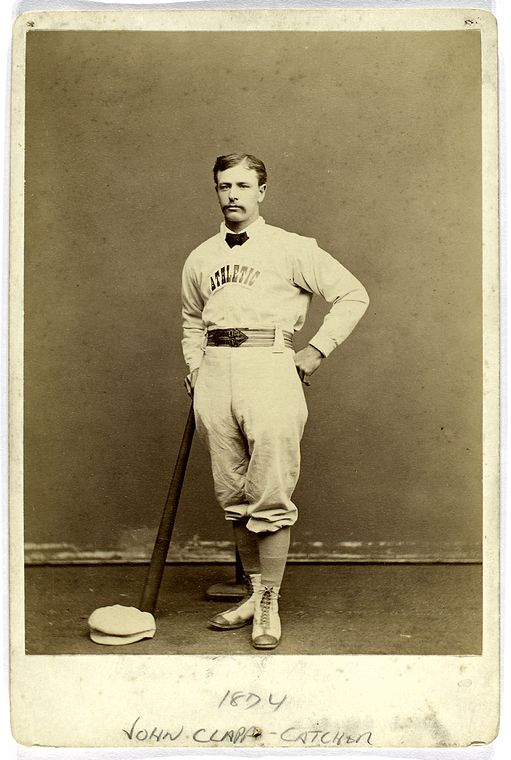

존 클랩(John Clapp, 1851년 7월 15일 ~ 1904년 12월 18일)은 프로 야구 선수 겸 코치이다. 대부분 포수로 활동했으며 외야수도 겸했다. 21세에 MLB 데뷔를 했다.
1851년 7월 15일 뉴욕주 이타카에서 태어났다.